# Arisaema dahaiense
Arisaema dahaiense är en kallaväxtart som beskrevs av Hen Li. Arisaema dahaiense ingår i släktet Arisaema och familjen kallaväxter. Inga underarter finns listade.